# 莫里斯敦 (印第安納州)
莫里斯敦（英語：Morristown）是一個位於美國印第安納州謝爾比縣的城鎮。

## 人口
根據2010年美國人口普查的數據，莫里斯敦的面積為6.52平方千米，當中陸地面積為6.48平方千米，而水域面積為0.04平方千米。當地共有人口315人，而人口密度為每平方千米48人。